# Torcuato Alfredo Sozio Di Tella
Torcuato Alfredo Sozio Di Tella (Lobería, 15 de julio de 1917-Punta del Este, 30 de diciembre de 1975) fue un ejecutivo argentino, que ocupó cargos directivos en Siam Di Tella. Se desempeñó como embajador de Argentina en la Unión Soviética desde 1974 hasta su fallecimiento.

## Biografía
Nació en Lobería (provincia de Buenos Aires) en 1917, hijo menor de Hércules Sozio y Adela Di Tella. Estudió abogacía en la Facultad de Derecho y Ciencias Sociales de la Universidad de Buenos Aires, recibiéndose en 1941, especializándose luego en asuntos económicos y financieros.
Sobrino de Torcuato Di Tella, desarrolló su carrera en la empresa familiar Siam Di Tella desde 1945 como secretario general de la presidencia del directorio. En 1947 Di Tella lo designó ejecutivo, a cargo del área comercial y administrativa, desempeñándose también como representante de la familia, ya que los hijos Torcuato y Guido todavía eran muy jóvenes. Fue miembro fundador de la Fundación Di Tella, y directivo de Siam en Uruguay, Brasil y Chile. Además, desempeñó cargos ejecutivos en otras empresas.
Afín al peronismo, ocupó algunas funciones públicas durante el primer gobierno de Juan Domingo Perón. Fue delegado argentino en el Consejo Interamericano de Comercio y Producción en 1949, representante de la industria en la Comisión Nacional de Cooperación Económica y miembro del directorio del Banco de la Nación Argentina entre 1950 y 1952.
También fue encargado de impulsar los intereses y negocios de Siam Di Tella en el gobierno, recorriendo los despachos de la Casa Rosada y manteniendo una relación fluida, especialmente con Juan Duarte (hermano de Eva) y con el propio presidente. En 1954 regaló a Perón algunas motonetas Siambretta, quien las popularizó y recibieron el apodo de «Pochonetas». La relación de la empresa con el gobierno peronista, motivaría una investigación del gobierno de facto de la Revolución Libertadora contra Siam Di Tella.
En diciembre de 1973, el presidente Perón (durante su tercera presidencia) lo nombró embajador en Moscú, presentando sus cartas credenciales en mayo de 1974. Ocupó el cargo hasta su repentino fallecimiento el 30 de diciembre de 1975 tras ahogarse durante unas vacaciones en Punta del Este (Uruguay).